# Absäuern
Unter Absäuern werden Arbeitsschritte mit verdünnten Säuren verstanden, mit denen Oberflächen behandelt oder alkalische Prozesse neutralisiert, d. h. abgeschlossen werden.

## Im Bauwesen

### Oberflächenreinigung
Entfernung von Zementschleier, Kalkablagerungen, Ausblühungen, oberflächlichem Rost oder Verunreinigungen auf Naturstein-, Klinker-, Fliesen- und Betonoberflächen mit verdünnten Säurelösungen (z. B. Zitronensäure, Essigsäure, Salzsäure)
Das Absäuern von mineralischen Oberflächen sollte nur vorgenommen werden, wenn eine Reinigung mit Wurzelbürste oder Hochdruckreiniger keinen Erfolg hat, da es zu Verfärbungen und Ausblühungen kommen kann. So reagiert die häufig verwendete Salzsäure mit carbonatischen Bindemitteln zu Calciumchlorid, das bei kapillaren Baustoffen noch lange nach der Anwendung an der Oberfläche auskristallisieren kann.
Zuvor sollten der Hersteller des Materials konsultiert und Vorversuche unternommen werden. Das Ergebnis kann von der Arbeitstechnik sowie bei frischen Verunreinigungen vom Zeitpunkt der Reinigung abhängen.

### Herstellung von Sichtbetonflächen
Durch Auftrag einer verdünnten Säurelösung wird der Zement nahe der Betonoberfläche gelöst, so dass er einfacher abgewaschen bzw. mechanisch entfernt werden kann, um Sichtbeton in Form von Waschbeton oder sandsteinähnliche Oberflächenstrukturen zu erhalten (alternativ kann die Oberfläche auch durch Sandstrahlen abgetragen werden).

### Reduzierung des pH-Werts
Durch Verringerung des pH-Werts wird die Haftung von (alkaliempfindlichen) Anstrichen und Beschichtungen auf zement- oder kalkhaltigen Oberflächen verbessert.

## Im Metallbau
Vorbehandlung von verzinkten Oberflächen („Zinkgrund“) um die Haftfähigkeit von Anstrichen und Lacken zu verbessern.

## In der Textiltechnik / Veredelung
Bei der Fertigstellung eines alkalischen Prozesses (meistens einer Färbung) mit z. B. Reaktiv-, Schwefel- und Naphthol-Farbstoffen durch Neutralisation werden meist organische Säuren wie z. B. Essig- oder Ameisensäure zum Absäuern eingesetzt, bei Naphthol-Farbstoffen jedoch Salzsäure. Die Einsatzmenge bei Essigsäure (60 %) beträgt 1 bis 2 g/l.
Das Absäuern ist wichtig, um die Substrat-Farbstoff-Bindung zu festigen (Reaktivfarbstoffe), um einen nachträglichen Farbtonumschlag (Nachoxidation) zu verhindern (Schwefelfarbstoffe) und um ungekuppelte Diazoverbindungen, Zersetzungsprodukte und Metallhydroxide zu lösen (Naphtholfarbstoffe).